# Tonna tetracotula
Tonna tetracotula là một loài ốc biển rất lớn hoặc tun snail, a marine động vật chân bụng động vật thân mềm thuộc họ Tonnidae.